# Пожарський Семен Романович
Семен Романович Пожарський (помер 29 червня 1659) — російський князь з династії Рюриковичів (22-ге коліно), племінник визволителя Москви від поляків князя Дмитра Михайловича Пожарського. Пожарський також був російським державним діячем і воєначальником, окольнічим, сином вяземського воєводи Романа Петровича Лопати-Пожарського.
1644 року князь Пожарський був воєводою в Переяславлі-Рязанському. Впродовж 1645–1647 років перебував на посаді курського воєводи. Брав участь у вторгненні московських військ в Україну 1658 року і, за свідченнями літописця Самійла Величка, відзначився жорстокістю, зокрема проти мирного населення: «без великої праці дістав місто Срібне, а тамтешніх жителів одних вирубав, а інших забрав у полон з усіма їхніми набутками. Козаків же Прилуцького полку, що там були, так розлякав, що сам їхній полковник Дорошенко, як заєць, гонений по тамтешніх болотах, заледве врятувався втечею від тодішньої своєї біди.»
Під час Конотопської битви князь Пожарський потрапив у полон до татар плюнув на Хана та був страчений 29 червня 1659 року.